# Orgullo Paisa
L'equip Aguardiente Antioqueño-Lotería de Medellín (codi UCI: ANQ) és un equip de ciclisme colombià. L'equip té l'origen al 1993 en el programa de desenvolupament i la creació d'un equip per part del Departament d'Antioquia. Competint sempre com a amateur el 2011 va passar al professionalisme i a tenir categoria continental durant alguns anys.

## Principals resultats
- Volta a Colòmbia: Sergio Henao (2010)
- Baby Giro: Carlos Betancur (2010)
- Volta a Mèxic: Julián Rodas (2012)
- Volta a Guatemala: Alex Cano (2014)

### A les grans voltes
- Giro d'Itàlia
  - 0 participacions
- Tour de França
  - 0 participacions
- Volta a Espanya
  - 0 participacions

## Classificacions UCI

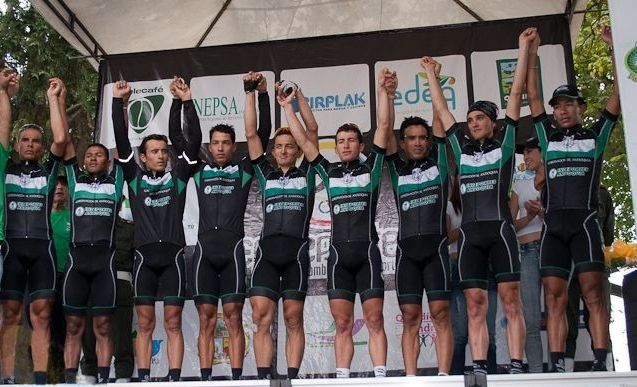
L'equip al 2011

L'equip participa en els Circuits continentals de ciclisme. La següent classificació estableix la posició de l'equip en finalitzar la temporada.
UCI Amèrica Tour
| Temporada | Classificació per equips | Millor ciclista en la classificació individual |
| --------- | ------------------------ | ---------------------------------------------- |
| 2011      | 5è                       | Sergio Henao (3r)                              |
| 2012      | 10è                      | Julián Rodas (30è)                             |
| 2015      | 8è                       | Robinson Chalapud (30è)                        |